# Liste des préfets de la Drôme
La liste des préfets de la Drôme commence avec le Consulat.

## Liste des préfets

### Consulat,Premier EmpireetPremière Restauration(1800-1815)
| Période                             | Période       | Identité                                               | Fonction précédente                        | Observation                                                                             |
| ----------------------------------- | ------------- | ------------------------------------------------------ | ------------------------------------------ | --------------------------------------------------------------------------------------- |
| 11 ventôse an VIII (2 mars 1800)    | décembre 1800 | Jean-Baptiste Collin de Sussy                          | Régisseur des douanes nationales (1792)    | Passe à la préfecture de Seine-et-Marne Ministre des Manufactures et du Commerce (1812) |
| 11 frimaire an IX (2 décembre 1800) | 12 mars 1815  | Marie Louis Henri d'Escorches, marquis de Sainte-Croix | Maréchal de camp Ministre plénipotentiaire | Maintenu à la première Restauration                                                     |

### Cent-Jours(1815)
| Période      | Période         | Identité                  | Fonction précédente   | Observation |
| ------------ | --------------- | ------------------------- | --------------------- | ----------- |
| 6 avril 1815 | 14 juillet 1815 | Henri-Zacharie Desgouttes | 1er préfet des Vosges |             |

### Seconde Restauration(1815-1830)
| Période          | Période          | Identité                                   | Fonction précédente                                                   | Observation                                          |
| ---------------- | ---------------- | ------------------------------------------ | --------------------------------------------------------------------- | ---------------------------------------------------- |
| 14 juillet 1815  | 1er janvier 1823 | Marc Joseph de Gratet Dubouchage           | Préfet des Alpes-Maritimes                                            | Devient conseiller d'État                            |
| 2 janvier 1823   | 1828             | Thomas-Jacques de Cotton                   | Émigré de 1791 à 1814. Député du Rhône Préfet de Vaucluse (1817-1823) |                                                      |
| 12 novembre 1828 | 10 décembre 1828 | Jérôme Reynaud de Bologne de Lascours      | Député du Gard                                                        | Nomination rapportée, puis nommé préfet des Ardennes |
| 10 décembre 1828 | 2 avril 1830     | Charles-Jean-Baptiste-Alphonse de Malartic | Conseiller d'État                                                     | Nommé préfet des Vosges                              |
| 2 avril 1830     | 6 septembre 1830 | Alexandre-Daniel de Talleyrand-Périgord    | Préfet de la Nièvre                                                   | Appelé à d'autres fonctions                          |

### Monarchie de Juillet(1830-1848)
| Période          | Période          | Identité                          | Fonction précédente     | Observation                           |
| ---------------- | ---------------- | --------------------------------- | ----------------------- | ------------------------------------- |
| 6 septembre 1830 | 1er juillet 1935 | Charles Henry                     | Sous-préfet de Nancy    | Nommé préfet des Ardennes             |
| 1er juillet 1835 | 5 juin 1840      | Jean François Léon Saladin        | Préfet des Hautes-Alpes | Nommé préfet de l'Aude                |
| 5 juin 1840      | 10 mars 1848     | Adolphe Le Marchand de la Faverie | Préfet du Var           | Révoqué et touche sa pension (2667 F) |

### Deuxième République(1848-1852)
| Période         | Période         | Identité                         | Fonction précédente                        | Observation |
| --------------- | --------------- | -------------------------------- | ------------------------------------------ | --- |
| 1848            | 10 mars 1848    | Marie Pierre Curnier             |                                            | |
| 10 mars 1848    | 5 avril 1848    | Jean Boveron Desplaces           | Président du comité républicain de Valence | Devient procureur de la République à Lyon |
| 12 avril 1848   | 15 avril 1848   | Napoléon Auguste Chancel-Dussère |                                            | Révoqué par le commissaire général Jean-Baptiste Froussard et arrêté le 14 avril. Libéré le 22, puis condamné à la déportation par contumace le 3 avril 1849 |
| 2 juin 1848     | 10 janvier 1849 | Hubert Fournery                  |                                            | |
| 10 janvier 1849 |                 | Joseph Ferlay                    |                                            | Devient préfet honoraire |

### Second Empire(1852-1870)
| Période         | Période          | Identité                              | Fonction précédente                   | Observation                    |
| --------------- | ---------------- | ------------------------------------- | ------------------------------------- | ------------------------------ |
| 10 janvier 1849 | 14 mai 1862      | Joseph Antoine Ferlay                 | maire de Valence                      |                                |
| 14 mai 1862     | 5 novembre 1864  | Boniface Jules de Castellane-Majastre | Sous-préfet de Vienne                 | Touche sa pension              |
| 5 novembre 1864 | 23 octobre 1869  | Henry Le Beau de Montour              | Maître des requêtes au conseil d'État | Nommé préfet de Lot-et-Garonne |
| 23 octobre 1869 | 6 septembre 1870 | Armand Vernhette                      | Sous-préfet de Villefranche-sur-Saône | Pension de 1768 Frs            |

### Troisième République(1870-1940)
| Période           | Période           | Identité                              | Fonction précédente                                       | Observation |
| ----------------- | ----------------- | ------------------------------------- | --------------------------------------------------------- | --- |
| 5 septembre 1870  | 31 janvier 1871   | Charles Alfred Peigné-Crémieux        | Sous-commissaire de la République en Seine-et-Oise        | A été nommé préfet d'Alger en décembre 1870 sans suite. Candidat en Seine-et-Oise.                                                    |
| 30 janvier 1871   | 13 avril 1871     | Oscar Vernet                          | Sous-préfet de Tournon                                    | Préfét intérimaire Réintégré sous-préfet de Tournon                                                                                   |
| 26 mars 1871      | 7 avril 1871      | Etienne Chalamet                      | Préfet de l'Ardèche                                       | Nomination sans suite. Nommé conseiller à la cour d'appel de Dijon.                                                                   |
| 7 avril 1871      | 15 février 1873   | Joseph Prosper André                  | Préfet de la Haute-Marne                                  | Nommé préfet de l'Isère |
| 15 février 1873   | 16 octobre 1873   | Paul Diard                            | Secrétaire général de Seine-et-Oise                       | Nommé préfet de Loir-et-Cher |
| 16 octobre 1873   | 13 avril 1876     | Joseph Jean Louis Simon Amiel-Dabeaux | Sous-préfet de Roanne                                     | |
| 13 avril 1876     | 11 avril 1877     | Martial François Germain Baile        | Préfet de l'Aude                                          | Blessé lors d'un attentat en séance du conseil général, demande sa mise en disponibilité. Nommé préfet de la Vienne en décembre 1877. |
| 24 mai 1877       | 14 décembre 1877  | Jean-Baptiste Marie Joseph Lavaudun   | Procureur de la république à Aix                          | Démission |
| 18 décembre 1877  | 3 septembre 1879  | Charles Thomson                       | Sous-préfet de Saint-Nazaire                              | Nommé préfet du Doubs |
| 3 septembre 1879  | 5 octobre 1884    | Désiré Dieudonné Najean               | Sous-préfet de Reims                                      | Appelé à d'autres fonctions |
| 5 octobre 1884    | 12 février 1886   | Henri Jules Eugène Monier             | Sous-préfet de Vienne                                     | Nommé préfet de la Meuse |
| 12 février 1886   | 24 mars 1888      | Aristide Léopold Demangeat            | Inspecteur général des services pénitentiaires            | Nommé préfet des Landes |
| 24 mars 1888      | 8 avril 1888      | Emile Charles Dornois                 | Sous-préfet de Fontainebleau                              | Non installé. Nommé préfet du Jura |
| 8 avril 1888      | 1er décembre 1888 | Paul Joseph Albert Fournier           | Préfet du Jura                                            | Appelé à d'autres fonctions. Inspecteur général des services administratifs                                                           |
| 1er décembre 1888 | 21 octobre 1895   | Charles Strauss                       | Sous-préfet d'Abbeville                                   | Appelé à d'autres fonctions. Directeur de l'hospice national de Charenton                                                             |
| 21 octobre 1895   | 13 septembre 1897 | Paul Lardin de Musset                 | Préfet des Ardennes                                       | Nommé préfet du Gard |
| 13 septembre 1897 | 10 octobre 1900   | Alfred Stanislas Lombard              | Sous-préfet de Bergerac                                   | Appelé à d'autres fonctions en tant que préfet honoraire. Devient Trésorier-payeur-général de la Savoie                               |
| 28 juillet 1903   | 30 juillet 1906   | Claude Marie Frédéric Verne           | Sous-préfet de Brest                                      | Nommé préfet d'Alger |
| 1906              |                   | Georges Antoine Maxime François       |                                                           | |
| 20 octobre 1911   | 5 mars 1918       | Charles François Maulmond             | Sous-préfet de Cognac                                     | Nommé préfet de la Charente-Inférieure                                                                                                |
| 19 mars 1918      | 27 février 1919   | Victor Gilotte                        | Préfet de la Lozère                                       | Nommé préfet du Gard |
| 27 février 1919   | 15 mai 1919       | Maurice Aliez                         | Otage des Allemands à Cambrai, en Belgique (1914-1918)    | Nommé Directeur du personnel pendant 1 mois, puis préfet d'Ille-et-Vilaine                                                            |
| 17 juin 1919      | 6 novembre 1920   | Pierre Jouhannaud                     | Préfet de l'Aube                                          | Appelés à d'autres fonctions. Directeur des affaires départementales à la préfecture de la Seine                                      |
| 6 novembre 1920   | 14 juin 1927      | Charles Vatrin                        | Sous-préfet de Corbeil                                    | Nommé préfet des Vosges |
| 14 juin 1927      | 19 novembre 1931  | Lucien Cornélien Bilange              | Préfet de Tarn-et-Garonne                                 | Nommé préfet des Deux-Sèvres |
| 19 novembre 1931  | 14 octobre 1933   | Robert Billecard                      | Préfet de l'Orne                                          | Nommé préfet du Morbihan |
| 14 octobre 1933   | 16 décembre 1933  | Évariste Proteau                      | Préfet des Basses-Alpes                                   | Nommé préfet des Ardennes |
| 16 décembre 1933  | 16 décembre 1933  | Émile Ostrowski                       | Sous-préfet de Tournon                                    | Appelé sur sa demande à d'autres fonctions. Président du C.P.I. de Dijon                                                              |
| 16 décembre 1933  | 26 septembre 1936 | Henri Graux                           | Directeur de cabinet du ministre de la marine marchande   | Nommé préfet des Deux-Sèvres |
| 26 septembre 1936 | 17 septembre 1940 | Marcel Lanquetin                      | Chef de cabinet du ministre de l'Intérieur Roger Salengro | Directeur régional de la famille et de la santé à Orléans                                                                             |

### Régime de Vichy(1940-1944)
| Période           | Période          | Identité       | Fonction précédente                               | Observation |
| ----------------- | ---------------- | -------------- | ------------------------------------------------- | --- |
| 17 septembre 1940 | 21 juin 1941     | Jean Rivalland | Contrôleur adjoint de l'administration de l'armée | Nommé directeur du personnel et de l'administration à la direction générale de la police                                                                     |
| 21 juin 1941      | 14 décembre 1942 | Yves Hamon     | Capitaine de vaisseau                             | Remis à la disposition du Secrétaire d'Etat à la marine et aux colonies.                                                                                     |
| 14 décembre 1942  | 5 août 1943      | Eugène Hild    | Préfet de l'Ardèche                               | Mise en disponibilité en 1943 avant sa retraite en 1944. |
| 5 août 1943       | 25 mai 1944      | Robert Cousin  | Préfet de la Haute-Marne                          | Arrêté par les Allemands pour son attitude pro-resistance, déporté à Flossenburg. Rapatrié et congé de longue durée le 1er août 1945. Préfet du Gers en 1950 |
| 19 juin 1944      | 17 novembre 1944 | Henri Leclercq | Préfet délégué à Orléans                          | Blessé dans le bombardement de Valence du 15 août 1944. Suspendu de ses fonctions Rétrogradé sous-préfet hors cadre                                          |

### GPRFetQuatrième République(1944-1958)
| Période           | Période           | Identité                          | Fonction précédente                                                                               | Observation                                                                         |
| ----------------- | ----------------- | --------------------------------- | ------------------------------------------------------------------------------------------------- | ----------------------------------------------------------------------------------- |
| 31 août 1944      | 31 décembre 1944  | Pierre de Soubeyran de Saint Prix |                                                                                                   | Nommé par Yves Farges, commissaire de la République, à la libération du département |
| 6 janvier 1945    | 28 mars 1946      | Lucien Coudor                     | Mise en retraite pendant le Regime de Vichy. Réintégré préfet, et désigné préfet des Hautes-Alpes | Retraite                                                                            |
| 28 mars 1946      | 21 février 1947   | Pierre Moatti                     | Chef de cabinet adjoint du ministre de l'Intérieur Adrien Tixier                                  | Directeur de cabinet du président du conseil Paul Ramadier                          |
| 21 février 1947   | 17 septembre 1949 | Robert Dupérier                   | Directeur de cabinet du ministre du ravitaillement Yves Farge                                     | Nommé préfet de l'Ain                                                               |
| 17 septembre 1949 | 26 mars 1954      | Jean Perreau-Pradier              | Sous-préfet de Corbeil A la disposition du préfet I.G.A.M.E du préfet du Rhône                    | Nommé préfet de la Vendée                                                           |
| 26 mars 1954      | 11 juillet 1955   | Jean Tomasi                       | Préfet des Basses-Alpes                                                                           | Nommé directeur du personnel et des affaires politiques                             |
| 11 juillet 1955   | 1960              | Jean Ghisolfi                     | Préfet de l'Allier                                                                                |                                                                                     |

### Cinquième République(1958-....)
| Période           | Période           | Identité                 | Fonction précédente                                                       | Observation                                                                  |
| ----------------- | ----------------- | ------------------------ | ------------------------------------------------------------------------- | ---------------------------------------------------------------------------- |
| 4 avril 1960      | 16 février 1963   | Maurice Justin           | Préfet des Pyrénées-Orientales                                            | Mise à la disposition du préfet de police de Paris                           |
| 16 février 1963   | 25 janvier 1968   | Jean Faussemagne         | Préfet de la Meuse                                                        | Nommé préfet des Vosges                                                      |
| 26 janvier 1968   | 31 décembre 1971  | Jacques Patault          | Détaché auprès de la R.A.T.P. et maintenu dans ses fonctions              | Nommé préfet de Saône-et-Loire                                               |
| 31 décembre 1971  | 15 avril 1975     | Claudius Brosse          | Préfet de la Lozère                                                       | Nommé préfet de la Sarthe                                                    |
| 21 avril 1975     | 28 septembre 1977 | Alexandre Roche          | Préfet des Landes                                                         | Mise à la disposition du ministre de l'économie et des finances              |
| 24 octobre 1977   | 16 juillet 1981   | Henri Bernard de Pélagey | Préfet de la Haute-Saône                                                  | En congé spécial sur sa demande, avant sa retraite                           |
| 16 juillet 1981   | 7 juillet 1983    | Paul Chambraud           | Préfet d'Eure-et-Loir                                                     | Nommé préfet des Côtes-du-Nord                                               |
| 20 juillet 1983   | 6 août 1985       | Jean Mingasson           |                                                                           | Nommé préfet de l'Isère                                                      |
| 6 août 1985       |                   | Jacques Palazy           |                                                                           |                                                                              |
| 6 février 1986    |                   | Gérard Lefebvre          | Préfet de Saint-Pierre-et-Miquelon                                        | Nommé préfet du Tarn                                                         |
| 2 novembre 1987   |                   | Daniel Constantin        |                                                                           |                                                                              |
| 11 septembre 1989 | 5 avril 1993      | François Lépine          |                                                                           |                                                                              |
| 6 mai 1993        | 16 septembre 1996 | Bernard Coquet           | Préfet des Deux-Sèvres                                                    | Nommé préfet de la Haute-Savoie                                              |
| 3 octobre 1996    | 29 octobre 1997   | Jean Godfroid            | Préfet de la Creuse                                                       |                                                                              |
| 29 octobre 1997   | 15 juillet 1999   | Jean-Pierre Marquié      | Préfet de l'Yonne                                                         | Secrétaire général de la zone de défense de Paris                            |
| 15 juillet 1999   | 21 juin 2000      | Jean Fedini              | Préfet de la Guadeloupe                                                   |                                                                              |
| 21 juin 2000      | 25 juin 2002      | Pierre Dartout           | Préfet des Pyrénées-Orientales                                            | Nommé préfet des Pyrénées-Atlantiques                                        |
| 25 juin 2002      | 16 décembre 2004  | Christian Decharrière    | Directeur des services actifs de la police nationale                      | Nommé préfet de la Vendée                                                    |
| 16 décembre 2004  | 21 avril 2006     | Henri Masse              | Préfet de Lot-et-Garonne                                                  | Nommé directeur de la défense et de la sécurité civiles                      |
| 21 avril 2006     | 9 octobre 2008    | Jean-Claude Bastion      | Préfet de l'Aude                                                          | Nommé préfet du Haut-Rhin                                                    |
| 13 novembre 2008  | 25 novembre 2010  | François-Xavier Ceccaldi | Membre du Conseil supérieur de l'administration territoriale de l'Etat    | Nommé préfet des Pyrénées-Atlantiques                                        |
| 25 novembre 2010  | 30 août 2013      | Pierre-André Durand      |                                                                           | Nommé préfet des Pyrénées-Atlantiques                                        |
| 19 septembre 2013 | 1er janvier 2016  | Didier Lauga             |                                                                           | Nommé préfet du Gard                                                         |
| 11 janvier 2016   | 30 janvier 2019   | Eric Spitz               | Préfet de la Guyane                                                       | Nommé préfet des Pyrénées-Atlantiques                                        |
| 13 février 2019   | 19 juillet 2021   | Hugues Moutouh           | Préfet de la Creuse (2010-2011) Directeur général délégué du groupe ECORE | Nommé préfet de l'Hérault                                                    |
| 19 juillet 2021,  | 21 août 2023,     | Élodie Degiovanni        | Préfet de la Haute-Marne                                                  | Nommée membre du Conseil supérieur de l'appui territorial et de l'évaluation |
| 21 août 2023      |                   | Thierry Devimeux         | Préfet de l'Ardèche                                                       |                                                                              |